# 집단 소송 (영화)
《집단 소송》(영어: Class Action)은 미국에서 제작된 마이클 앱티드 감독의 1991년 법률 드라마 영화이다. 진 해크먼, 메리 엘리자베스 매스트런토니오 등이 출연하였고, 테드 필드 등이 제작에 참여하였다. 제17회 모스크바 국제 영화제에 출품되었다.

## 출연
- 진 해크먼
- 메리 엘리자베스 매스트런토니오
- 콜린 프릴스
- 조애나 멀린
- 로런스 피시번
- 도널드 모펏
- 프레드 톰프슨
- 조너선 실버먼

## 기타 제작진
- 공동 제작: 캐럴린 셸비, 크리스토퍼 에임스
- 배역: 로라 케네디, 린다 로이
- 미술: 토드 핼러웰
- 의상: 리타 라이액